# Ina Rex
Ina Rex (Pseudonym für Alwine Amalie Louise Hinrichsen, geb. Hannemann; * 22. Juli 1846 auf Klein Zicker (Mönchgut) auf Rügen; † 19. Januar 1910 in Rostock) war eine deutsche Schriftstellerin.

## Leben
Alwine Hannemann wurde als Tochter des Steuerbeamten Johann Heinrich Wilhelm Hannemann und dessen Frau Marie Sophie Johanna, geborene Niemann, auf Rügen geboren. Sie heiratete später den Rostocker Kaufmann Carl (Wilhelm Gustav) Hinrichsen (1837–1910).
1908 erschien ihre Novellensammlung Stille Schicksale, 1910 der Roman Nivellierarbeit der Zeit. In ihm beschreibt sie das Leben auf Mönchgut im 19. Jahrhundert. Das Buch wurde mehrfach (1934, 1999) neu aufgelegt.

## Ausgaben
- Stille Schicksale. Hilger, Berlin 1908
- Nivellierarbeit der Zeit. Janssen, Hamburg 1910
  - Neuauflage: Krohß, Bergen 1934
  - Neuausgabe, hrsg. von Gabriela Risch (mit Anmerkungen, Zeittafel, Werkverzeichnis und Nachwort): Reprint-Verlag Rügen, Bergen 1999, ISBN 3-935137-00-1